# 萨尔瓦托雷·马特雷卡诺
萨尔瓦托雷·马特雷卡诺（義大利語：Salvatore Matrecano，1970年10月5日—），意大利男子足球运动员，司职后卫。他曾代表意大利国奥队参加1992年夏季奥林匹克运动会足球比赛，获得第七名。